# 杂色穴䳍
杂色穴䳍（学名：Crypturellus variegatus）是䳍科穴䳍屬的一种鸟类。

## 特征
杂色穴䳍体重约378克，翼长约155.4毫米，嘴峰长约33.6毫米，喙宽度约5.3毫米，喙厚度约5毫米，跗蹠长约41.1毫米，尾长约44.6毫米。杂色穴䳍在其分布区内为留鸟，其栖息在密集的高大的树木组成的森林中。食性为草食性。

## 分布
哥伦比亚到委内瑞拉、圭亚那、玻利维亚北部和巴西亚马逊州。